# Зуєв Максим Сергійович
Максим Сергійович Зуєв (нар. 14 квітня 1982, Кустанай) — український політик, Народний депутат України 9-го скликання. За даними «Української правди», входить до групи Ігоря Коломойського. Раніше — підприємець у сфері рекламно-інформаційних послуг. Член Комітету Верховної Ради з питань транспорту та інфраструктури, голова підкомітету з питань поштового зв'язку.

## Життєпис
Народився 14 квітня 1982 року в місті Кустанаї (нині Костанай, Казахстан). Здобув середню освіту.
З 2010 року — депутат Дніпропетровської міської ради, член комісії з питань розвитку місцевого самоврядування та партнерських відносин. Заступник голови партії «Україна майбутнього».
2012 — на виборах до Верховної Ради — кандидат у народні депутати від партії «Україна майбутнього», № 10 у списку. На час виборів: генеральний директор ТОВ «Артмедіа АДВ», член партії «Україна майбутнього».
2014 — на виборах до Верховної Ради — кандидат у народні депутати від партії «Україна майбутнього», № 22 у списку. На час виборів: генеральний директор ТОВ «Артмедіа АДВ», член партії «Україна майбутнього».
Кандидат у народні депутати від партії «Слуга народу» на парламентських виборах 2019 року (виборчий округ № 207, Новгород-Сіверський, Городнянський, Коропський, Корюківський, Новгород-Сіверський, Семенівський, Сновський, Сосницький райони Чернігівської області). На час виборів: керівник ТОВ «Артмедіа АДВ», проживає в м.істі Дніпрі. Безпартійний.